# Dolgobetna česnovka
Dolgobetna česnovka (znanstveno ime Mycetinis alliaceus) je gliva iz družine livkarjevk. Ime je dobila po značilnem vonju po česnu.

## Značilnosti
Klobuk je pri mladih primerkih zvonast, kasneje pa postane izbočen in po večini zvihan. Klobuk odraslih gob ima premer od 2 do 4 cm in ima tanko kožico. Barva klobuka je okrasta, lahko pa tudi meseno rdečkasta ali celo peščena.
Lističi so belkasti, debeli in razmaknjeni. Na bet so rahlo pritrjeni.
Bet je žilav, gol in gladek, dolg pa je lahko do 15 cm in ima premer do 3 mm. Barva beta je svetlo rdeče rjava.

## Razširjenost in življenjski prostor
Pojavlja se od zgodnjega poletja do jeseni na odpadlem listju in trohnečem lesu, v večjih skupinah, najpogosteje v bukovih gozdovih.

## Mikroskopske značilnosti
Trosni odtis je kremaste barve. Trosi so mandljaste oblike, gladki in merijo 7–11 x 6–8 μm.
- trosi
- heilocistide
- pleurocistide in bazidiji
- celice v povhrnjici

## Podobne vrste
- začimbna česnovka (Mycetinis scorodonius) ima svetleč rdeč bet
- porova česnovka (Mycetinis prasiosmus) ima bet podobne barve, a ima klobuk bolj škrlatne barve, okus pa je izrazito pekoč[2].

## Uporabnost
Je užitna, vendar zaradi močnega vonja po česnu uporabna predvsem kot začimba. Lahko je uporabna za osebe alergične na česen.